# Jorge Guagua
Jorge Daniel Guagua Tamayo, mais conhecido como Jorge Guagua (Esmeraldas, 28 de setembro de 1981), é um ex-futebolista equatoriano que atuava como defensor.

## Seleção
Guagua integrou a Seleção Equatoriana de Futebol na Copa América de 2001, 2004 e 2007.

## Títulos
El Nacional
- Campeonato Equatoriano de Futebol: 2005 Clausura

LDU Quito
- Recopa Sul-Americana: 2010
- Campeonato Equatoriano de Futebol: 2010